# Boligøkonomisk Videncenter
Boligøkonomisk Videncenter er en tænketank med fokus på samfundsøkonomiske aspekter ved det danske boligmarked. Centeret blev stiftet af Realdania i 2009 med det formål, at ”kvalificere debatten og medvirke til at bringe de faglige miljøer og interessegrupper på det boligøkonomiske felt sammen til gavn for samfundet og borgerne i Danmark” ud fra den overbevisning, at boligmarkedet spillede en central rolle i dannelsen af finanskrisen.
Centret blev oprindeligt oprettet for perioden 2009-2012, men er siden blevet forlænget med fem år, således at det fortsættes til 2017. Senere er centeret videreført, så det nu er finansieret frem til 2022.

## Aktiviteter
Formålet med centret søges opfyldt gennem udgivelsen af rapporter, som typisk udarbejdes af eksterne parter, gennem udgivelsen af et nyhedsbrev og gennem dagspressen, som hyppigt anvender centerets sekretariatschef, Curt Liliegreen, som kilde. Curt Liliegreen er således, af Dagbladet Børsen, blevet udråbt som den 27. mest citerede økonom i den danske presse i 2012.

## Organisation
Videncentret er formelt organiseret som et projekt indenfor foreningen Realdania. Det har et sekretariat, som foruden sekretariatschef, Curt Liliegreen, tæller fire økonomer og to studentermedhjælpere.
Centret har desuden tilknyttet et rådgivende organ, bestående af økonomerne Torben M. Andersen, Christine Whitehead og Peter Englund.